# Emily Remler
Emily Remler (New York, 1957. szeptember 18. – Sydney, 1990. május 4.) amerikai dzsesszgitáros.

## Pályafutása
Tíz éves korában kezdett gitározni. Olyan pop- és rockgitárosokat hallgatott, mint Jimi Hendrix és Johnny Winter. Az 1970-es években a Berklee College of Musicon tanult. Akiknek ekkor lemezeit hallgatta: Charlie Christian, Wes Montgomery, Herb Ellis, Pat Martino, Joe Pass...
New Orleansban telepedett le. Blues- és jazzklubokban játszott olyan zenekarokkal, mint a Four Play és a Little Queenie and the Percolators.
1981-től készített lemezeket. Herb Ellis úgy emlegette, mint a gitár új szupersztárját, és bemutatta őt  1978-ban a Concord Jazz Fesztiválon.
A People magazinnak adott 1982-es interjújában a következőket mondta: „Lehet, hogy úgy nézek ki, mint egy kedves New Jersey-i zsidó lány, de belül egy 50 éves, nehéz testű fekete férfi vagyok, nagy hüvelykujjal, mint Wes Montgomery.”
Zenekarvezetőként megjelent első albuma, (Firefly) pozitív kritikákat kapott, miként aztán a Take Two és a Catwalk is. A Togethert Larry Coryell gitárossal rögzítette. 1981-1982-ben részt vett a Sophisticated Ladies album létrehozásában. Több évig turnézott Astrud Gilbertoval. Gitároktató videót is készített. Lemezeken zenésztársa volt a The Clayton Brothersnek, Ray Brownnak, John Colianninak, Rosemary Clooney-nak, David Benoit-nak, Susannah McCorkle-nak, Richie Cole-nak.
1985-ben elnyerte az Év gitárosa díjat a Down Beat magazin nemzetközi szavazásán. 1988-ban a Duquesne Egyetemen dolgozott és a következő évben megkapta a Distinguished Alumni díjat a Berklee-től.
Arra a kérdésre, hogyan szeretné, ha emlékeznének rá, ezt mondta: „Jó kompozíciók, emlékezetes gitározás és egy nő hozzájárulása a zenéhez. A zene: minden, és semmi köze a politikához, nők felszabadítása mozgalmához.”
Remler hydromorphone- illetve a heroinfüggő volt, és úgy tartják, hogy ez  hozzájárult a halálához. Szívelégtelenségben halt meg 32 évesen, miközben Ausztráliában turnézott.

## Albumok
- 1981: Firefly
- 1982: Take Two
- 1983: Transitions
- 1984: Catwalk
- 1985: Together
- 1987: Bossa International
- 1988: East To Wes
- 1990: This Is Me

## Díjak
- 1985: Guitarist of the Year (az év gitárosa); Down Beat
- 1989: Alumni award

## Fordítás
- Ez a szócikk részben vagy egészben  az   Emily Remler című angol Wikipédia-szócikk ezen változatának fordításán alapul.  Az eredeti cikk szerkesztőit annak laptörténete sorolja fel. Ez a jelzés csupán a megfogalmazás eredetét és a szerzői jogokat jelzi, nem szolgál a cikkben szereplő információk forrásmegjelöléseként.